# Fervaches
Fervaches is een plaats en voormalige gemeente in het Franse departement Manche in de regio Normandië en telt 285 inwoners (1999). De plaats maakt deel uit van het arrondissement Saint-Lô.

## Geschiedenis
De gemeente maakte deel uit van het kanton Tessy-sur-Vire tot dat op 22 maart 2015 werd samengevoegd met het kanton Torigni-sur-Vire tot het kanton Condé-sur-Vire. Op 1 januari 2016 fuseerde Fervaches met Tessy-sur-Vire tot de commune nouvelle Tessy-Bocage.

## Geografie
De oppervlakte van Fervaches bedraagt 4,89 vierkante kilometer; Op 1 januari 2018 was de bevolkingsdichtheid 71,2 inwoners per km².
De onderstaande kaart toont de ligging van Fervaches met de belangrijkste infrastructuur en aangrenzende gemeenten.

## Demografie
Onderstaande figuur toont het verloop van het inwonertal.
Fervaches · Pleines-Œuvres · Pont-Farcy · Tessy-sur-Vire